# Литургия за Илинден
„Литургия за Илинден“ е исторически роман на писателката Свобода Бъчварова. Романът е публикуван за пръв път през 1969 година и е преиздаден през 1977, 1982, 2020 и 2024 година. В него се проследява животът и революционното дело на персонажа Дилбер Танас, чийто прототип е Илия Дилберов. По мотиви от романа е заснет филмът „Мера според мера“ на Георги Дюлгеров.